# Sergei Jurjewitsch Dowgaljuk
Sergei Jurjewitsch Dowgaljuk (russisch Сергей Юрьевич Довгалюк; * 9. Juni 1962 in Leningrad) ist ein russischer Hornist.
Dowgaljuk studierte Horn am Leningrader Konservatorium bei Witali Bujanowski und gehörte von 1980 bis 1987 dessen Meisterklasse an.
Bereits 1980 war er Kandidat beim Nationalen Sowjetischen Hornwettbewerb und wurde im gleichen Jahr Mitglied des Leningrader Philharmonischen Orchesters, in dem er von 1986 bis 1992 als Solohornist wirkte. 1992 zog er nach Holland und arbeitete im Radio Filharmonisch Orkest.
Dowgaljuk trat vielfach als Solist mit dem Leningrader Philharmonischen Orchester, dem Orchester für Alte und Zeitgenössische Musik St. Petersburg, dem Orchester der Glinka-Kapelle St. Petersburg, der Nieuw Synfonietta und dem Stuttgarter Kammerorchester auf.